# Brunettia longiscapa
Brunettia longiscapa är en tvåvingeart som beskrevs av Quate 1967. Brunettia longiscapa ingår i släktet Brunettia och familjen fjärilsmyggor. Inga underarter finns listade i Catalogue of Life.